# Perlokutivni govorni čin
Perlokutivni ili perlokucioni govorni čin (eng. perlocutionary act) je pragmatički tip govornog čina usmeren na posledicu ili efekat koji se postiže na govorno lice, kao što su to ubeđivanje, nagovaranje, naređenje, odnosno, svi direktivni govorni činovi. Perlokutivni govorni čin jedan je od tri osnovna govorna čina pored ilokutivnog govornog čina i lokutivnog govornog čina, koji su deo semantike govornih činova.
Za razliku od ilokutivnog govornog čina koji sačinjava deskriptivnu funkciju izričaja, odnosno, pravila upotrebe datog jezičkog izraza, perlokucioni efekat uvek je spoljašnji u odnosu na izvršavanje govornog čina. Perlokutivni govorni čin objašnjava se kao efekat ilokucionog čina pomoću određene lokucije. Dakle, kada uzimamo u obzir perlokutivni čin naglašen je efekat na govorno lice.
Radi primera, razmotrimo sledeći izričaj: „Osim toga, hteo sam da ti kažem da imam Tabaševićevu novu knjigu. Hoćeš li da ti je pozajmim?” Dati primer prikazuje ilokutivni čin ponude, dok perlokutivni efekat može biti, u zavisnosni od pragmatičkog konteskta, da se neko zainteresuje za pisca, ili pak, zasnivanje prijateljskog odnosa između dva govorna lica. Bitno je naglasiti da perlokutivni efekat nije nužan za uspešno izvršenje govornog čina.